# František Chládek
František Chládek (ur. 9 maja 1958 we Vsetínie) – czeski biathlonista reprezentujący Czechosłowację. W Pucharze Świata jeden raz stanął na podium zawodów indywidualnych: 17 grudnia 1986 roku w Hochfilzen zajął drugie miejsce w biegu indywidualnym. W zawodach tych rozdzielił na podium dwóch reprezentantów ZSRR: Walerija Miedwiedcewa i Aleksandra Popowa. W klasyfikacji generalnej sezonu 1986/1987 zajął 32. miejsce. W 1987 roku wystąpił na mistrzostwach świata w Lake Placid, gdzie zajął 36. miejsce w sprincie i dziewiąte w sztafecie. Brał też udział w igrzyskach olimpijskich w Calgary w 1988 roku, gdzie uplasował się na 44. pozycji biegu indywidualnym i jedenastej w sztafecie.

## Osiągnięcia

### Igrzyska olimpijskie
| Rok  | Miejscowość | Konkurencje | Konkurencje | Konkurencje | Konkurencje | Konkurencje | Konkurencje | Konkurencje |
| Rok  | Miejscowość | IN          | SP          | PU          | MS          | RL          | MR          | SR          |
| ---- | ----------- | ----------- | ----------- | ----------- | ----------- | ----------- | ----------- | ----------- |
| 1988 | Calgary     | 44.         | –           | nd.         | nd.         | 11.         | nd.         | –           |

### Mistrzostwa świata
| Rok  | Miejscowość | Konkurencje | Konkurencje | Konkurencje | Konkurencje | Konkurencje | Konkurencje | Konkurencje |
| Rok  | Miejscowość | IN          | SP          | PU          | MS          | RL          | MR          | SR          |
| ---- | ----------- | ----------- | ----------- | ----------- | ----------- | ----------- | ----------- | ----------- |
| 1987 | Lake Placid | 36.         | –           | nd.         | nd.         | 9.          | nd.         | –           |

### Puchar Świata

#### Miejsca w klasyfikacji generalnej
| Sezon     | Miejsce |
| --------- | ------- |
| 1986/1987 | 32.     |
| 1987/1988 | 44.     |

#### Miejsca na podium chronologicznie
| Lp. | Dzień      | Rok  | Miejscowość | Konkurencja                | Lokata | Pudła   | Czas biegu | Strata  | Zwycięzca           |
| --- | ---------- | ---- | ----------- | -------------------------- | ------ | ------- | ---------- | ------- | ------------------- |
| 1.  | 17 grudnia | 1986 | Hochfilzen  | Bieg indywidualny na 20 km | 2.     | 0+0+0+0 | 1:10:04,0  | +3:06,5 | Walerij Miedwiedcew |